# Monte Rosa
Masiv Monte Rosa (německy Monte Rosa Gruppe; italsky Massiccio del Monte Rosa; francouzsky Massif du Mont Rose) je horský masiv na východě Walliských Alp, na hranicích Švýcarska a Itálie. Jméno "Monte Rosa" není odvozeno od italského slova "rosa" (růžový), jak se často mylně uvádí, ale od franko-provensálského výrazu "rouese", což znamená "ledovec".
V masivu Monte Rosa nebo jeho těsném okolí se nachází několik lyžařských středisek. Na západ od masivu se rozkládá středisko Cervinia-Zermatt s nejvýše položenou lanovkou v Evropě vedoucí na Kleiner Matterhorn, na jižních a jihovýchodních svazích se zase nachází několik menších středisek známých pro široké možnosti jízdy ve volném terénu.

## Vrcholy

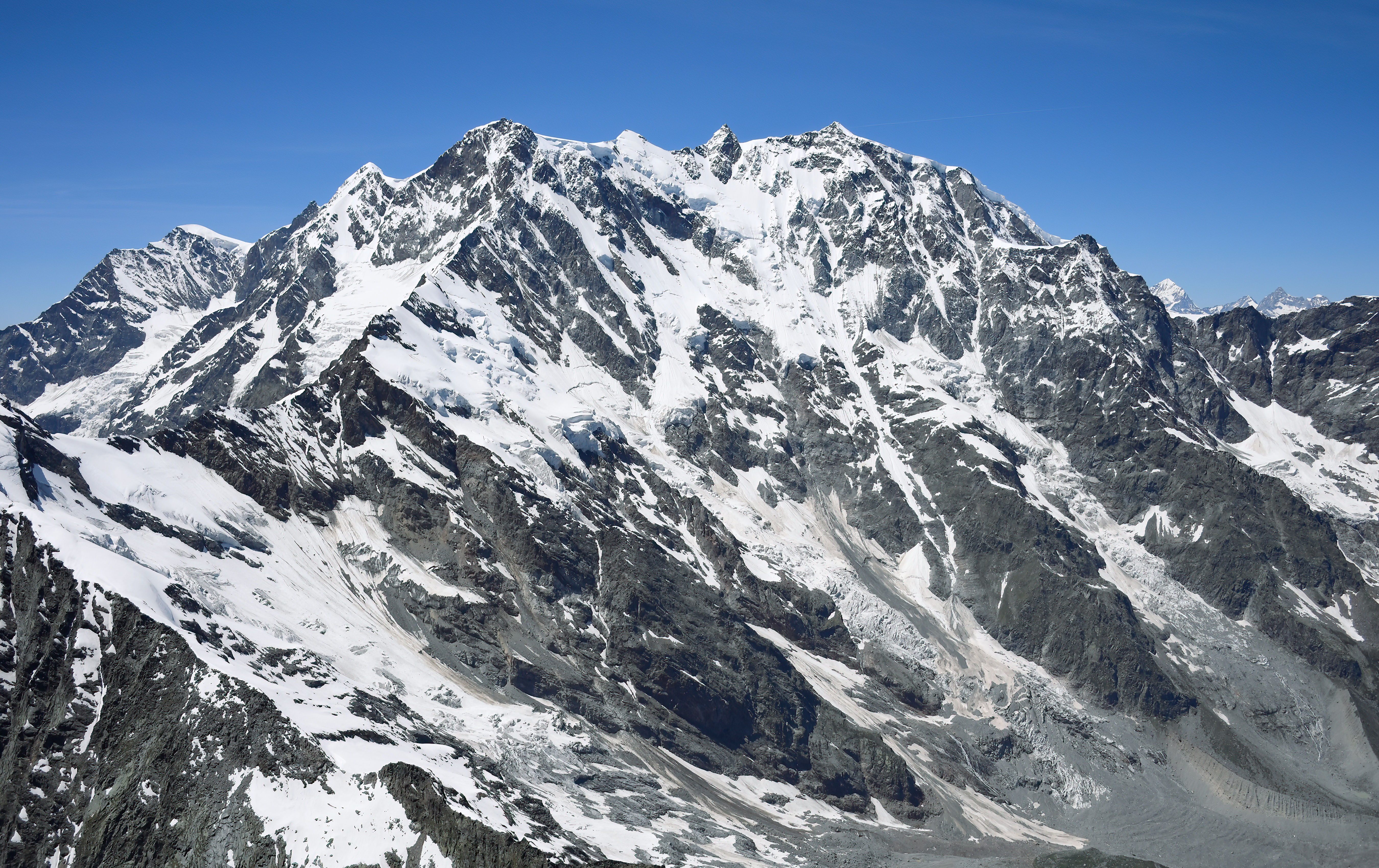
Východní stěna masivu (vrcholy Dufourspitze a Nordend)

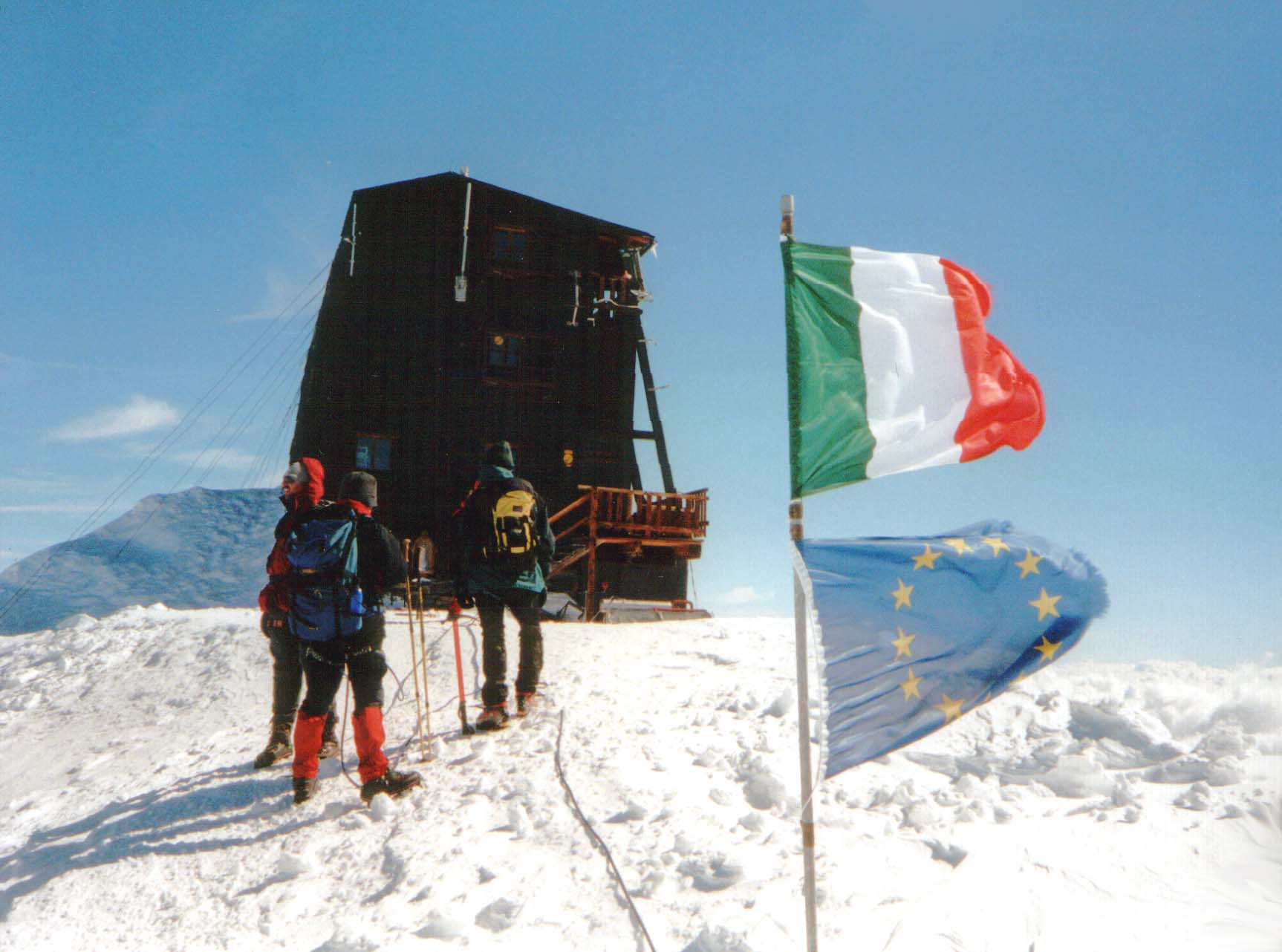
Chata Capanna Regina Margherita na vrcholu Signalkuppe

Nejvyšším vrcholem masivu je Dufourspitze (4634 m), nejvyšší hora Švýcarska a třetí nejvyšší v Evropě (v případě započítání Kavkazu do Evropy pak sedmá nejvyšší). Celkem je v masivu kolem 15 vrcholů s výškou přes 4000 metrů. Přesný počet vrcholů se v jednotlivých publikacích liší, stejně jako se liší názor na to které vrcholy do masivu patří a definice co je a není samostatný vrchol.
Mezi významné čtyřtisícovky v masivu patří například dlouhý a vysoký hřeben Lyskammu, Signalkuppe na jejímž vrcholu se nachází nejvýše položená chata v Evropě Capanna Regina Margherita, nebo Breithorn, považovaný za nejsnadněji přístupnou čtyřtisícovku v Evropě.

## Nejvýznamnější chaty
Rifugio Gnifetti (3647 m)
Jeden z hlavních výchozích bodů na Italské straně. Nejobvyklejší cesta na chatu trvá asi 1,5 hodiny z Punta Indren (3260 m), vrchní stanice lanovky z Alagny. Z této chaty vedou obvyklé výstupy na jižní vrcholy masivu (Pyramide Vincent, Corno Nero, Ludwigshoehe, Parrotspitze) a východní hřeben Lyskammu.
Chata Monte Rosa (2795 m)
Chata na Švýcarské straně, častý výchozí bod pro cestu na hlavní vrchol masivu. Dostupná z Zermattu, cca 2,5 hodiny chůze od Gornergratské lanovky.
Capanna Regina Margherita (4559 m)
Chata na vrcholu Punta Gnifetti (Signalkuppe), nejvýše položená chata v Evropě. Většina vrcholů ve východní části masivu je z této chaty snadno dostupná a vede odtud jedna z obtížnějších cest na Dufourspitze (přechodem přes Zumsteinspitze).